# ロシュフォール襲撃
ロシュフォール襲撃（ロシュフォールしゅうげき、英語: Raid on Rochefort）は七年戦争中の1757年9月、イギリスによるフランスのロシュフォール港の占領を目的とした水陸両用作戦。襲撃は数か月前に就任したウィリアム・ピットによる「フランス海岸への急襲」という新しい戦略の目玉であった。
何回かの遅延の後、遠征軍はようやくフランス海岸に着いてエクス島を占領したが、指揮官のジョン・モードントが上陸を拒否したこともあって、艦隊は撤退した。襲撃は失敗したが、イギリスはその後も襲撃政策を継続した。

## 背景
七年戦争の開戦はイギリスにとって幸先のいいものではなかった。北アメリカにおいていくつかの戦闘でフランスに敗れ、地中海では軍事基地のミノルカ島がフランスに占領され、ハノーファーも侵攻の脅威に晒された。敗戦をうけてイギリスでは政権交代がおき、1757年7月にウィリアム・ピット率いる新政権が発足した。
ピットは大胆な動きでフランスの（ドイツに侵攻するであろう）大軍を海岸警備に集中させようとした。またイギリス大衆が襲撃を支持していたことも無視できなかった。イギリスの同盟者フリードリヒ2世もフランスからプロイセンへの圧力を軽減するために襲撃を支持し、プロイセン軍とカンバーランド公の軍の大きな助けになることを力説した。
工兵隊の士官ロバート・クラークは目標として選ばれたロシュフォールの要塞化が不十分でイギリスの奇襲攻撃に弱いことを指摘した。遠征にあたり、ピットは国王ジョージ2世と首相ニューカッスル公爵の許可を求め、2人とも許可を下したが襲撃が現実的であることには懐疑的であった。ハノーファーの形勢が悪化するにつれて、2人とも襲撃の目標をドイツのシュターデに変更することを要請した。これはハノーファー軍の撤退を援護するためであったが、ピットは拒否した。

## 遠征の準備
上陸軍の指揮官にジョン・モードントと副官エドワード・コーンウォリス、ヘンリー・シーモア・コンウェイが任命された。モードント軍の輸送と援護を任務とした艦隊の指揮官にエドワード・ホークが選ばれ、ジェームズ・ウルフ大佐が需品科将校に任命された。
遠征軍は1757年7月から8月までの間にワイト島で招集されたが、出発は何度も延期された。士官たちと8千人の兵士がニューポートに野営したが、フランスに遠征の情報が漏れることを防ぐために最高位の士官を除き遠征の目的地は秘匿された。
1か月延期したのち、イギリス軍は9月7日に出港してビスケー湾へ向かい、20日にはロシュフォール沖に着いたが濃霧で数日間上陸できなかった。ホークたち海軍の士官は秋が来るにつれて天気がさらに悪くなり、荒波が押し寄せてくることを憂慮していた。

## 上陸

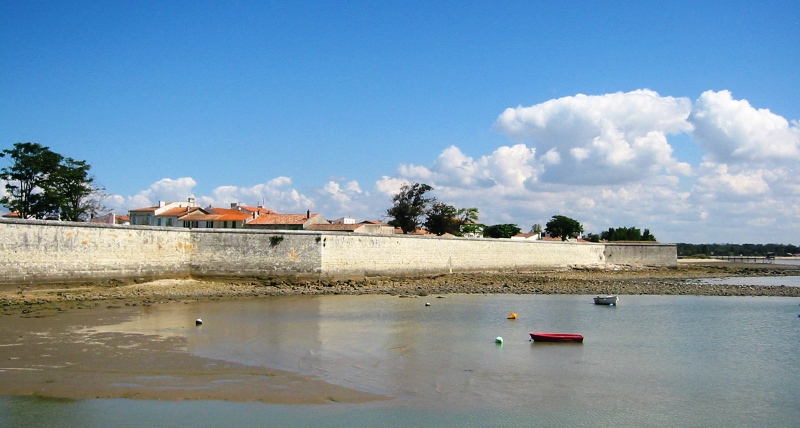
エクス島の町、2005年撮影。

ユグノーのジョゼフ・ティエリという名前の水先案内人に率いられ、イギリス戦艦2隻（リチャード・ハウ率いる74門艦マグナニムと80門艦バルフルール）がロシュフォールの玄関先にあたるエクス島の要塞に接近し、2時間に渡る砲撃を経て降伏させた。
ウルフはエクス島からフランス本土を観察、本土のフーラ砦の砲台がシャラント川の河口を守備していたのを見た。フランスはイギリス侵攻を全く予想できず、イギリス艦隊が突如沖に現れると混乱した。ウルフはフーラ砦への急襲を強く提唱、ラ・ロシェルへの陽動も提案した。モードントはフーラ砦への攻撃に同意したが、その近くの海域の水深が浅すぎてホーク艦隊が接近できないので艦砲射撃による援護ができず、攻撃を取り消さざるを得なかった。
9月25日、モードントは作戦会議を開いた。ロシュフォール砦が脆弱であるという楽観すぎた観測は排水溝の状態がわからない（排水溝が湿っていたら、そこを通って急襲することができない）ことにより否定された。会議の結論はロシュフォール占領が「賢明ではなく現実的でもない」というものだった。ウルフは再度の襲撃を主張したが、すでに奇襲による優勢が失われたこともあって、モードントは躊躇した。それでも手ぶらで帰るわけには行かず、28日朝の2度目の作戦会議でコンウェイ将軍はモードントにフーラへの攻撃を再び許可させた。上陸地点はシャティライヨン＝プラージュが選ばれたが、モードントは砂丘の後ろにフランス軍が隠れているかもしれないことを懸念した。その夜、陸軍は上陸船に乗船したが、突如強風が吹き、潮汐も考慮に入れると増援が上陸できるまで時間がかかりすぎたため上陸はまたもや取り消された。

## 撤退

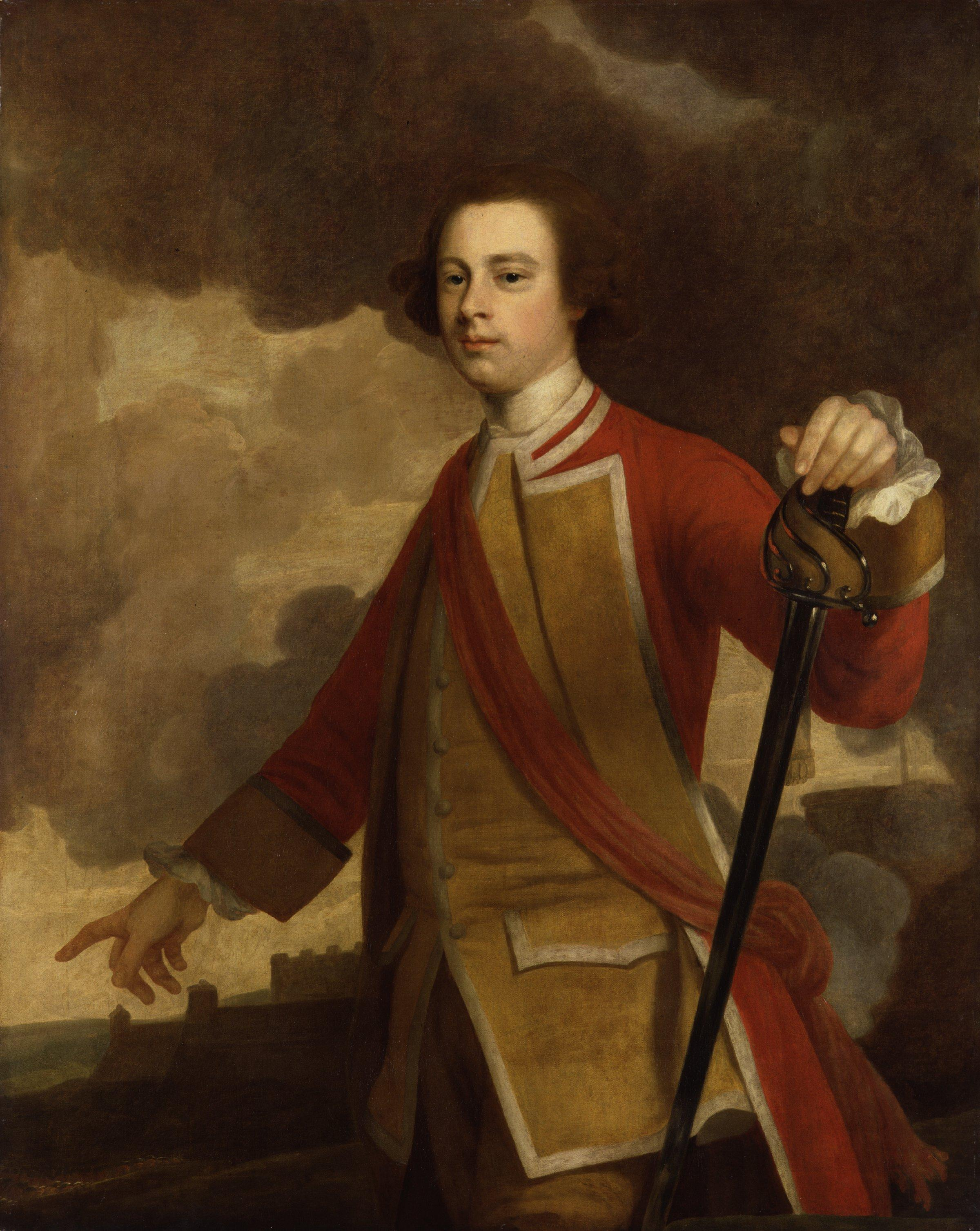
ジェームズ・ウルフ大佐は需品科将校として戦闘に参加したが、イギリス軍が行動に出なかったことに憤慨した。この行動はピットに賞賛され、ピットはウルフを昇進させてルイブールの戦いに参加させた。

ホークはモードントの優柔不断にしびれを切らし、彼に「最後通牒」を送った。陸軍の上陸準備が整っていなければ、艦隊はイギリスに戻る、というものだったが、モードントは即時の上陸は不可能としてホークの要求を飲み、撤退を決定した。イギリス軍は撤退の前にエクス島の要塞を破壊した。
10月1日、イギリス軍はロシュフォールとエクス島から撤退、6日にイングランドに到着した。モードントは艦隊が西インド諸島から帰還してきたフランス艦隊に対処する必要があり、いつまでもロシュフォール沖に留まることはできないとして、自分の行動を正当化したが、多くの将校はイギリス軍の行動がフランスに知られ、奇襲による優勢が失われた後も上陸は可能と信じて、モードントの行動を批判した。ウルフとハウは称賛されたが、ロシュフォールの災難的な失敗は銃殺刑に処されたジョン・ビングのミノルカ島の海戦における敗北と比べられた。

## その後

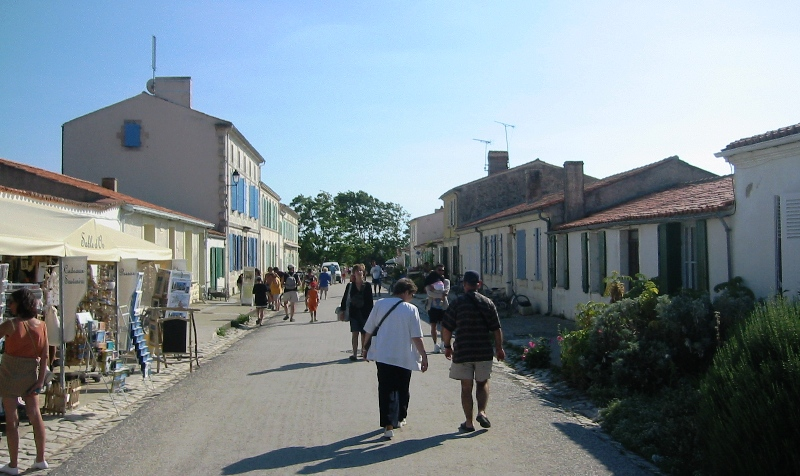
エクス島の大通り、2005年撮影。

遠征の失敗は公式に調査された。結果はモードントに対する軍法会議を推奨したものであり、12月14日に現実となった。大衆が有罪を要求し、巨大な圧力を形成したにもかかわらず、軍法会議では作戦自体が理解のできないものだとしてモードントを無罪とした。この無罪放免はモードントを辞任させるべきと信じたジョージ2世を激怒させ、ピットも、この襲撃を暗に批判し責任を自分に押しつけた判決に腹を立てた。襲撃のコストは約1,000,000ポンドもかかり、ヘンリー・フォックスに「ギニーで窓ガラスを割る」と揶揄された。
いずれにせよ、ピットはフランス海岸への襲撃を継続、翌年にサン・マロ襲撃とシェルブール襲撃をおこした。イギリスの予想したことではなかったが、襲撃が頻発した結果西インド諸島とロシュフォールの間を行き来することは危険と見なされ、フランス商船は代わりにブレストへ向かうようになり、イギリス戦艦に簡単に拿捕されるようになった。
エクス島は1809年のバスク・ロードの海戦で再び戦場になった。